# مارینوردر (براندنبورگ)
مارینوردر (به آلمانی: Marienwerder) یک شهر در آلمان است که در Biesenthal-Barnim واقع شده‌است. مارینوردر ۱٬۷۶۸ نفر جمعیت دارد.